# Pipetanato etobromuro
Il pipetanato etobromuro è un composto dotato di attività di tipo antimuscarinico con azione simile a quella dell'atropina, che trova impiego nei disturbi spastici a carico dell'apparato gastro-intestinale e genito-urinario. In Italia la molecola è venduta dalla società farmaceutica Sofar con il nome commerciale di Spasmodil. Pipetanato etobromuro è venduto nella forma farmaceutica di compresse rivestite, confetti, fiale e supposte.

## Farmacodinamica
Pipetanato etobromuro è una molecola con azione antispastica che agisce soprattutto sulla muscolatura degli organi cavi addominali riducendo l'ipertono e pertanto determinando un'attenuazione del dolore causato dagli spasmi muscolari. Il farmaco esercita verosimilmente la sua azione competitiva nei confronti dell'acetilcolina sui recettori muscarinici della muscolatura liscia viscerale, bloccandoli, e impedendo l'eccitazione e la successiva contrazione delle fibrocellule muscolari lisce. Pipetanato etobromuro è dotato di un'azione antispastica che insorge rapidamente e tende a perdurare nel tempo.

## Farmacocinetica
A seguito di assunzione per via orale pipetanato etobromuro viene ben assorbito dal tratto gastrointestinale e si distribuisce rapidamente nei tessuti biologici concentrandosi particolarmente a livello addominale. L'eliminazione avviene fondamentalmente per via urinaria. Solo una piccola quota viene eliminata con le feci.

## Usi clinici
Il farmaco trova impiego negli stati dolorosi, acuti e cronici, il cui principale componente è lo spasmo della muscolatura liscia. Utilizzato nell'ipermotilità gastrointestinale e delle vie biliari del tratto urinario e del tratto genitale femminile. Nel trattamento sintomatico di nausea e vomito. Viene anche utilizzato nelle premedicazioni ed esami endoscopici e radiologici.

## Effetti collaterali ed indesiderati
In corso di trattamento si possono osservare alcuni effetti avversi di tipo anticolinergico come la secchezza delle fauci, disturbi dell'accomodazione visiva, cardiopalmo e tachicardia. Tendenzialmente tendono a regredire completamente e senza alcun postumo grazie a una riduzione del dosaggio o alla sospensione del trattamento.

## Controindicazioni
Il farmaco è controindicato nei soggetti con ipersensibilità nota al principio attivo. Come anche per altre sostanze dotate di azione antagonista muscarinica, pipetanato etobromuro è controindicato nei soggetti che soffrono di ipertrofia prostatica, glaucoma o tendenza alla ritenzione urinaria. Tranne casi particolari il farmaco è anche controindicato nelle donne in gravidanza ed in quelle che allattano al seno.

## Dosi terapeutiche
Il dosaggio dei soggetti adulti è pari a 10 o 20 mg da assumersi per via orale, da 2 a 4 volte al giorno. Se si ricorre alla via parenterale sono generalmente sufficienti 10 mg per via intramuscolare o endovenosa, 1 o 2 volte al giorno.

## Gravidanza ed allattamento
Nelle donne in stato di gravidanza o che allattano al seno il farmaco deve essere somministrato solo nei casi di effettiva necessità, previa valutazione del rapporto rischio/beneficio da parte del medico curante.